# Michael Ellison
Michael Ellison é um ator estaduniense que está em vários filmes como Efeito Borboleta 3 onde atuou como namorado de Anita. Também atuou em Law & Order (2007), The Best Man (2007) e Crutch (2004).